# Ramdhuni
Ramdhuni (Nepali नगरपालिका) ist eine Stadt (Munizipalität) im Distrikt Sunsari im östlichen Terai Nepals. 
Ramdhuni liegt 7 km westlich von Itahari an der Fernstraße Mahendra Rajmarg.
Die Stadt entstand als Ramdhuni-Bhasi Ende 2014 aus dem Zusammenschluss der Village Development Committees Bhadgaun Sinawari und Singiya. Das Stadtgebiet umfasste zu dieser Zeit 48,1 km². Nach weiteren Eingemeindungen wurde die Stadt in Ramdhuni umbenannt und besaß danach 51.732 Einwohner und eine Fläche von 91 km².

## Einwohner
Bei der Volkszählung 2011 hatten die VDCs, aus welchen die Stadt Ramdhuni-Bhasi entstand, 28.549 Einwohner (davon 14.221 männlich) in 4075 Haushalten.